# Wild Life
Wild Life – trzeci album studyjny Paula McCartneya i zarazem debiut grupy Wings wydany w 1971 roku.

## Okoliczności powstania i charakterystyka albumu
Album powstał bardzo szybko z myślą, by piosenki na nim były surowe i niedopracowane. Miało to oddać efekt świeżości i witalności muzyki, którą gra na żywo zespół w studiu. Później sam Paul przyznawał, że pomysł nagrywania „na szybko” podpatrzył u Boba Dylana.
W piosence I Am Your Singer słychać śpiewającą Lindę.
Po przyjęciu, na którym ogłoszono utworzenie nowego zespołu, Wild Life napotkało na chłodną reakcję zarówno fanów, jak i krytyków. Album nie był komercyjnym sukcesem. Osiągnął zaledwie 11. miejsce w Wielkiej Brytanii i 10. miejsce w USA, gdzie zapracował sobie na złotą płytę.
Dear Friend – jedna z wybitniejszych piosenek na tym albumie, jest swoistą próbą pojednania z Johnem Lennonem. Piosenka była nagrywana podczas sesji do albumu Ram.

## Lista utworów
Wszystkie piosenki napisane przez McCartneya i Lindę McCartney (prócz wyróżnionych w nawiasach)

### Edycja oryginalna
Płyta analogowa (winylowa)

Kolorem zielonym zaznaczono stronę A, a kolorem czerwonym stronę B
| nr | tytuł                  | czas | autor         | komentarz                                                                       |
| -- | ---------------------- | ---- | ------------- | ------------------------------------------------------------------------------- |
| 1. | Mumbo                  | 3:53 |               |                                                                                 |
| 2. | Bip Bop                | 4:09 |               |                                                                                 |
| 3. | Love Is Strange        | 4:49 | (Baker/Smith) | planowano wydać ten utwór na singlu w 1972                                      |
| 4. | Wild Life              | 6:39 |               |                                                                                 |
| 5. | Some People Never Know | 6:36 |               |                                                                                 |
| 6. | I Am Your Singer       | 2:13 |               | zawiera ukrytą piosenkę „Bib Bop Link” (0:48)                                   |
| 7. | Tomorrow               | 3:23 |               |                                                                                 |
| 8. | Dear Friend            | 5:46 |               | nagrany podczas sesji do albumu Ram zawiera ukrytą piosenkę „Mumbo Link” (0:45) |

### Edycja zremasterowana
Kolorem pomarańczowym zaznaczono edycję oryginalną, a kolorem niebieskim i pogrubioną czcionką bonusy.
W 1993 roku Wild Life zostało zremasterowane i wydane na nośniku CD jako część serii The Paul McCartney Collection. Jako bonusy dodano: Give Ireland Back To The Irish, Mary Had A Little Lamb, Little Woman Love, Mama’s Little Girl, Oh Woman, Oh Why. Ponadto dwa ukryte utwory z wersji analogowej zostały umieszczone na oddzielnych ścieżkach.
| nr  | tytuł                                  | czas | autor         | komentarz                                  |
| --- | -------------------------------------- | ---- | ------------- | ------------------------------------------ |
| 1.  | Mumbo                                  | 3:53 |               |                                            |
| 2.  | Bip Bop                                | 4:09 |               |                                            |
| 3.  | Love Is Strange                        | 4:49 | (Baker/Smith) | planowano wydać ten utwór na singlu w 1972 |
| 4.  | Wild Life                              | 6:39 |               |                                            |
| 5.  | Some People Never Know                 | 6:36 |               |                                            |
| 6.  | I Am Your Singer                       | 2:13 |               |                                            |
| 7.  | Bib Bop Link                           | 0:48 |               |                                            |
| 8.  | Tomorrow                               | 3:23 |               |                                            |
| 9.  | Dear Friend                            | 5:46 |               | nagrany podczas sesji do albumu Ram        |
| 10. | Mumbo Link                             | 0:45 |               |                                            |
| 11. | Give Ireland Back To The Irish (bonus) | 3:43 |               |                                            |
| 12. | Mary Had A Little Lamb (bonus)         | 3:34 |               |                                            |
| 13. | Little Woman Love (bonus)              | 2:08 |               |                                            |
| 14. | Mama’s Little Girl (bonus)             | 3:44 |               |                                            |
| 15. | Oh Woman, Oh Why (bonus)               | 4:34 |               |                                            |

## Nagrody oraz pozycja na listach przebojów
Kolorem pomarańczowym zaznaczono singel niealbumowy.

Kolorem błękitnym zaznaczono singel niealbumowy, ale przynajmniej jedną ze stron zamieszczono już na reedycjach.
Single
| Data wydania                                  | strona A                       | strona B         | UK Lista    | US Lista    | Certyfikat |
| --------------------------------------------- | ------------------------------ | ---------------- | ----------- | ----------- | ---------- |
| (UK) 19 lutego 1971 r. (US) 22 lutego 1971 r. | Another Day                    | Oh Woman, Oh Why | 2 (10 tyg.) | 5 (12 tyg.) | X          |
| (UK) (US)                                     | Give Ireland Back To The Irish |                  | ?           | ?           | X          |
| (UK) (US)                                     | Mary Had A Little Lamb         |                  | ?           | ?           | X          |
| (UK) (US)                                     | Little Woman Love              |                  | ?           | ?           | X          |

Album
| Data wydania      | nazwa albumu | UK Lista    | US Lista     | Certyfikat |
| ----------------- | ------------ | ----------- | ------------ | ---------- |
| 7 grudnia 1971 r. | Wild Life    | 10 (9 tyg.) | 10 (18 tyg.) | ?          |

Album na listach przebojów w poszczególnych tygodniach
| Tydzień | 1  | 2  | 3  | 4  | 5  | 6  | 7  | 8  | 9  | 10 | 11 | 12 | 13 | 14 | 15 | 16 | 17  | 18  |
| ------- | -- | -- | -- | -- | -- | -- | -- | -- | -- | -- | -- | -- | -- | -- | -- | -- | --- | --- |
| UK      | 11 | 12 | 10 | 20 | 14 | 28 | 40 | 45 | 46 |    |    |    |    |    |    |    |     |     |
| US      | 25 | 13 | 11 | 11 | 10 | 10 | 19 | 22 | 25 | 34 | 51 | 51 | 53 | 59 | 58 | 81 | 101 | 148 |

## Wideografia
Teledyski:
- Mary Had A Little Lamb wersja 1 reż. Nicholas Ferguson
- Mary Had A Little Lamb wersja 2 reż. Nicholas Ferguson
- Mary Had A Little Lamb wersja 3 reż. Nicholas Ferguson
- Mary Had A Little Lamb wersja 4 reż.?
- Mary Had A Little Lamb wersja 5 reż. Dwight Hemion
- Wild Life reż. Barry Chattington
- Little Woman Love / C Moon reż. Dwight Hemion

## Twórcy
- Paul McCartney: gitara basowa, gitara elektryczna i akustyczna, pianino, keyboard, perkusja, śpiew.
- Linda McCartney: keyboard, pianino, perkusja, śpiew.
- Denny Laine: gitara elektryczna i akustyczna, gitara basowa, perkusja, keyboard, śpiew.
- Denny Seiwell: perkusja